# Шарп, Мартин
Мартин Шарп (англ. Martin Sharp; 21 января 1942, Сидней, Австралия — 1 декабря 2013, там же) — австралийский художник, мультипликатор, режиссёр и редактор журнала Oz. 

## Жизнь и творчество
Мартин Шарп родился в Bellevue Hill, пригороде Сиднея (Новый Южный Уэльс, Австралия) в 1942 году и получил образование в частной школе.  
В 1960 году он поступил в Национальную художественную школу в Восточном Сиднее. 
Шарп долгое время был редактором сиднейской версии журнала Oz, являвшегося частью международного контркультурного движения 1960-х годов, а в 1966 году переехал в Лондон и стал одним из основателей лондонской версии журнала. 
В Лондоне Шарп познакомился с известным музыкантом Эриком Клэптоном, игравшем в то время в группе Cream, и написал тексты двух песен «Tales of Brave Ulysses» и «Anyone for Tennis», вошедших в репертуар группы. Кроме того, он создал обложки альбомов Disraeli Gears и Wheels of Fire и в 1969 году был удостоен приза «New York Art Directors Prize» за лучший дизайн альбома.